# Monnina mexicana
Monnina mexicana är en jungfrulinsväxtart som beskrevs av George Don jr. Monnina mexicana ingår i släktet Monnina och familjen jungfrulinsväxter. Inga underarter finns listade i Catalogue of Life.